# Eleccions legislatives gregues de 1936
Les eleccions legislatives gregues de 1936 se celebraren el 26 de gener de 1936, les primeres després del restabliment de la monarquia. Es va formar un govern incolor dirigit per Konstantinos Demertzis fins a la seva mort l'abril de 1936. Davant una suposada amenaça comunista, Ioannis Metaxàs es proclamà dictador fins a la invasió nazi el 1941.
| Eleccions legislatives gregues de 1936 | Eleccions legislatives gregues de 1936                          | Eleccions legislatives gregues de 1936 | Vots | Vots | Vots | Escons | Escons |
| Eleccions legislatives gregues de 1936 | Eleccions legislatives gregues de 1936                          | Eleccions legislatives gregues de 1936 | No.  | %    | +− % | No.    | +−     |
| --- | --------------------------------------------------------------- | -------------------------------------- | ---- | ---- | ---- | ------ | ------ |
| Partit Liberal Komma Fileleftheron | Themistoklis Sophoulis                                          |                                        | 37,3 |      | 126  |        |        |
| Partit Popular Laikon Komma | Panagis Tsaldaris                                               |                                        | 22,1 |      | 72   |        |        |
| Unió General Popular Radical Geniki Laiki Rizospastiki Enosis |                                                                 |                                        | 19,9 |      | 60   |        |        |
| Partit Comunista de Grècia Kommunistiko Komma Ellados | Nikolaos Zachariadis                                            |                                        | 5.8  |      | 15   |        |        |
| Coalició Democràtica Dimokratikos Sinaspismos * Partit Democràtic Socialista Dimokratiko Sosialistiko Komma * Partit Progressista Proodeftiko Komma * Partit de Grangers i Treballadors Agrotergatiko Komma | Georgios Papandreu Georgios Kafandaris Alexandros Papanastasiou |                                        | 4.2  |      | 7    |        |        |
| Partit dels Lliurepensadors Komma Eleftherofronon | Ioannis Metaxàs                                                 |                                        | 3.9  |      | 7    |        |        |
| Metarrythmistikon Komma | Sotirios Gotzamanis                                             |                                        | 1.4  |      | 4    |        |        |
| Partit Democràtic Agrari Agrotiko Dimokratiko Komma | Alexandros Mylonas                                              |                                        | 0.9  |      | 4    |        |        |
| Partit Agrari Agrotiko Komma |                                                                 |                                        | 1.0  |      | 1    |        |        |
| Partit Nacional Unionista Ethniko Enotiko Komma | Panayotis Kanellopoulos                                         | 505                                    | 0.04 |      | 0    |        |        |
| Partit Popular Nacional Ethniko Laiko Komma | Ioannis Theotokis                                               |                                        |      |      |      |        |        |
| Partit Nacional Radical Ethniko Rizospastiko Komma | Georgios Kondilis                                               |                                        |      |      |      |        |        |
| Altres |                                                                 |                                        | 2,5  |      | 4    |        |        |
| Vots vàlids | Vots vàlids                                                     |                                        |      |      | 300  |        |        |
| Vots nuls |                                                                 |                                        |      |      |      |        |        |
| Total |                                                                 |                                        |      |      |      |        |        |
| Participació |                                                                 |                                        |      |      |      |        |        |
| Electorat |                                                                 |                                        |      |      |      |        |        |
| Font: Web electoral de Lar, "Τα ξυρισμένα «μυαλά» του νεοφασισμού" Arxivat 2007-09-29 a Wayback Machine., To Vima, 26 de juliol 1998;                                                                       |                                                                 |                                        |      |      |      |        |        |